# Sayaka Osakabe
Sayaka Osakabe (小酒部 さやか,), född 29 maj 1978 är en japansk art director och människorättsaktivist med fokus på kvinnors rättigheter i Japan.
Osakabe arbetade som redaktör på en japansk tidning när hon blev gravid. När hon inte kunde arbeta den mängd övertid som förväntades försökte hennes arbetsgivare att pressa henne att säga upp sig. Efter två stressrelaterade missfall och fortsatta påtryckningar från arbetsgivaren att arbeta sade Osakabe upp sig och började öppet kritisera den japanska arbetstidsnormen. 
Osakabe startade Matahara (från orden maternity harrassment) för att engagera fler i frågan kring kvinnor som upplever påtryckningar från sin arbetsgivare när de blivit gravida. Ett fall av påtryckningar har även lett till åtal för diskriminering med stöd av Matahara.
År 2015 tilldelades Sayaka Osakabe International Women of Courage Award.